# Proserpio
Proserpio (lombardul: Preserp) település Olaszországban, Lombardia régióban, Como megyében. Lakosainak száma 948 fő (2023. január 1.). Proserpio Canzo, Castelmarte, Erba és Longone al Segrino községekkel határos.

## Népesség
A település lakossága az elmúlt években az alábbi módon változott:
| Lakosok száma | 911  | 936  | 948  |
|               | 2017 | 2018 | 2023 |